# Больница
Больни́ца — вид гражданского стационарного медицинского учреждения, направленного на лечение больных и/или специализированную углубленную дифференциальную диагностику заболеваний в стационарных (от лат. stationarius — неподвижный) условиях. Военная больница — госпиталь.

## Классификация
В целом, больницы классифицируются по типу организации и по специализации.

### Типы организации больниц
- Децентрализованные — тип устройства, при котором каждое отделение занимает отдельный корпус больницы. Недостаток такой системы — большая занимаемая площадь. В чистом виде практически не встречается, относительный пример — московская Первая городская клиническая больница.
- Централизованные — абсолютное большинство отделений совмещено в одном корпусе, располагаясь, как правило, на разных этажах или частях здания. Как правило, при таком виде организации за пределы одного здания вынесены технические помещения, пищеблок, поликлиническое и танатологическое (патологоанатомическое) отделения. Пример — 15 Городская клиническая больница г. Москвы, Кардиоцентр.
- Блочный — отделения размещены в корпусах (блоках) одного здания, связанных друг с другом общими помещениями.
- Смешанный — совмещение особенностей обоих видов: имеется один-два крупных корпуса со множеством отделений и несколько более мелких корпусов для некоторых отделений. Большинство крупных больниц организованно по такому принципу — например, институт Склифосовского, Боткинская больница, Филатовская больница, Институт Бурденко.

### По специализации (профилю)
- Специализированные — направленные на лечение определенного класса заболеваний: кардиологические, нейрохирургические, онкологические, урологические, инфекционные (до начала XX века также именовавшиеся «заразными»[2]) и множество других.
- Общие — многопрофильные учреждения, направленные на диагностику и лечение широкого спектра заболеваний.

В соответствии с профилем лечения планируется размещение палат в терапевтических и хирургических и инфекционных корпусах.

## Состав
В состав больницы общего профиля, как правило, входят:
- Санитарный пропускник (санпропускник)
- Терапевтический корпус
- Хирургический корпус
- Гинекологическое отделение
- Клиническое отделение
- Травмпункт
- Морг

## Дневной стационар
Дневной стационар — способ приёма больных для дальнейшего лечения. Отличие от обычного стационара состоит в том, что пациенты приходят в определённое время и уходят домой после окончания процедур.

## История
В Древней Греции уже практиковалось лечение больных в так называемых «ятрейях», которые представляли собой хорошо освещенные дома, имевшие много приспособлений для лечения и для производства хирургических операций. У римлян имелись валетудинарии — особые места для лечения больных, впервые учрежденные при Траяне в военное время.
Василий Великий, архиепископ Кесарийский, примерно в 371 году н. э. основал и поддерживал богоугодное заведение, получившее название «Василиада» и действовавшее, по крайней мере, до VI века. Оно включало больницу, возможно, также лепрозорий и странноприимный дом. В благотворительности Василий Великий имел предшественником Евстафия Севастийского, приславшего ему для обустройства богадельни двух помощников, но в организации и масштабе своего предприятия Василий Великий превзошёл Евстафия. Подобные заведения получили широкое распространение в окрестных и отдалённых местностях.
Средневековые европейские больницы возникали по образцу византийских: это были религиозные общины, где медицинскую помощь оказывали монахи и монахини. Некоторые из таких больниц организовывались при монастырях, другие были независимы и существовали за счет пожертвований. Имелись не только многофункциональные больницы, но и специализированные — например, больницы для прокаженных либо приюты для бедных и паломников.
Первая больница в вестготской Испании (ксенодохий) была основана епископом Масоной Меридским в 580 году и обслуживала как местное население, так и предоставляла услуги гостиницы для паломников, путешествующих к святым мощам в базилике мученицы Евлалии в Мериде. При больнице имелось своё подсобное хозяйство, обеспечивавшее гостей и пациентов продуктами питания. Павел Диакон сообщал, что больница имела врачей и медсестер, которым надлежало заботиться о больных, кем бы те ни были — «рабами или свободными, христианами или иудеями».
В конце 700-х — начале 800-х годов император Карл Великий издал указ, согласно которому больницы, некогда хорошо обустроенные, но пришедшие в упадок ко времени его правления, должны быть восстановлены. Кроме того, он распорядился, чтобы каждый собор и монастырь имел при себе больницу.
В течение 900-х годов роль монастырей в организации больничного дела стала преобладающей. Бенедиктинское аббатство Клюни в Верхней Бургундии, основанное в 910 году, стало примером для широкого подражания во всей Франции и Германии. Помимо лазарета для монахов, в монастырях организовывались больницы, в которых заботились и о других больных. Последние находились в ведении элемозинария («служитель, раздающий милостыню»), который, следуя тщательно составленным правилам, отвечал за то, чтобы посетителю или пациенту была оказана любая помощь, которая ему может потребоваться.
Поскольку элемозинарии были обязаны выявлять больных и нуждающихся в окрестностях монастырей, последние становились центром облегчения страданий. Среди монастырей, заметных в этом отношении, были:
- бенедиктинские аббатства — Корби, Хиршау, Браунвайлер, Дойц, Ильзенбург, Лизборн, Прам и Фульда;
- цистерцианские аббатства — Арнсберг, Баумгартен, Эбербах, Химменроде, Херренальб, Фолькенроде и Валькенрид.

Первая задокументированная больница общего профиля была построена в Багдаде в 805 году Харун ар-Рашидом.
Первая государственная (стабильно финансируемая исключительно на государственные средства) крупная больница в истории была построена Ахмад ибн Тулуном в 873 году в Египте. В ней была мужская и женская баня, и предназначена она была исключительно для бедных слоев населения. При поступлении в больницу одежда и деньги сдавались на хранение управителю, а при выписке из больницы пациент получал в качестве последнего рациона одну курицу и один хлеб. Ибн Тулун отпускал на нужды этого госпиталя 60 тыс. динаров и посещал его каждую пятницу. Больница включала также отделение для умалишённых.
Арабский путешественник Ибн Джубайр так описывает одно из лечебных учреждений Египта XII века:

К похвальным учреждениям султана относится также больница, которую мы посетили в Каире. Это дворец из дворцов, восхитительный по красоте и величине, предназначенный для доброго дела, ради вознаграждения и возмещения [в будущей жизни].

Аналогичные приюты существовали и в иных странах ислама:

Между аш-Шари и кварталом Баб ал-Басра имеется рынок госпиталя, подобный маленькому городку: там на Тигре находится известный багдадский госпиталь. Врачи посещают его каждый понедельник и четверг, наблюдают за состоянием больных и предписывают им необходимое лечение. У них имеются помощники, которые приготовляют лекарства и пищу. Госпиталь — большое здание с отдельными комнатами и всеми удобствами, присущими сооружениям правителей. Вода поступает туда прямо из Тигра… В городе (Дамаске) имеются около 20 медресе и два дома умалишённых, старый и новый.

В X—XI веках, когда население европейских городов начало расти, монастыри уже не могли помочь всем страждущим.
Поэтому стали появляться светские приюты и больницы, а некоторые уже существующие монастырские больницы переходили в ведение городских властей. Во время Крестовых походов возникли рыцарские ордена (иоаннитский и немецкий), которые во многих местах учредили больницы. К древнейшим больницам в Европе принадлежит госпиталь Отель-Дьё в Париже, о котором упоминается ещё в 651 году, больница Святого Варфоломея в Лондоне (основанная в 1102 году) и больница Сан-Спирито в Риме, основанная Папой римским Иннокентием III в 1204 году.
В России первой больницей «гражданского ведомства» стала Павловская больница в Москве, открытая в 1763 году.
Следует иметь в виду, что до конца XIX века больницы были предназначены для бедных, а состоятельные люди предпочитали лечиться дома, обзаведясь семейными докторами. Какого-либо специального оборудования в больницах не было, а хирургические операции в то время делались и на дому (если за это платили).

## Госпитализация
За время госпитализации оформляются некоторые документы:
- Медицинская карта
- Информированное добровольное согласие
- Эпикриз

## Качество и безопасность
Обеспечение качества и безопасности нахождения пациентов в больнице во время лечения включает: соблюдение форм обращения, профилактику внутрибольничной инфекции, качественное больничное питание.